# Alex Paulsen
Alexander Noah Paulsen (Auckland, 4 luglio 2002) è un calciatore neozelandese, portiere del Bournemouth, e della nazionale neozelandese.

## Biografia
È nato ad Auckland da padre sudafricano e madre namibiana.

## Carriera

### Club
Paulsen è cresciuto nel settore giovanile del Wellington Phoenix, dove ha debuttato il 19 dicembre 2021 nell'incontro di A-League Men perso 2-1 contro il Sydney FC. Il 4 giugno 2024 è stato acquistato a titolo definitivo dal Bournemouth.

### Nazionale
Ha giocato nella nazionale neozelandese Under-17.
Nel 2021 ha partecipato con la nazionale olimpica neozelandese ai Giochi olimpici di Tokyo dove non è tuttavia sceso in campo.
Il 5 giugno 2024 è stato convocato dalla nazionale maggiore per partecipare all'OFC Nations Cup. Ha debuttato il 18 giugno nell'incontro della fase a gironi vinto 3-0 contro le Isole Salomone.

## Statistiche

### Cronologia presenze e reti in nazionale
| Cronologia completa delle presenze e delle reti in nazionale ― Nuova Zelanda | Cronologia completa delle presenze e delle reti in nazionale ― Nuova Zelanda | Cronologia completa delle presenze e delle reti in nazionale ― Nuova Zelanda | Cronologia completa delle presenze e delle reti in nazionale ― Nuova Zelanda | Cronologia completa delle presenze e delle reti in nazionale ― Nuova Zelanda | Cronologia completa delle presenze e delle reti in nazionale ― Nuova Zelanda | Cronologia completa delle presenze e delle reti in nazionale ― Nuova Zelanda | Cronologia completa delle presenze e delle reti in nazionale ― Nuova Zelanda |
| Data                                                                         | Città                                                                        | In casa                                                                      | Risultato                                                                    | Ospiti                                                                       | Competizione                                                                 | Reti                                                                         | Note                                                                         |
| ---------------------------------------------------------------------------- | ---------------------------------------------------------------------------- | ---------------------------------------------------------------------------- | ---------------------------------------------------------------------------- | ---------------------------------------------------------------------------- | ---------------------------------------------------------------------------- | ---------------------------------------------------------------------------- | ---------------------------------------------------------------------------- |
| 18-6-2024                                                                    | Port Vila                                                                    | Nuova Zelanda                                                                | 3 – 0                                                                        | Isole Salomone                                                               | Coppa d'Oceania 2024 - 1º turno                                              | -                                                                            |                                                                              |
| 14-10-2024                                                                   | Auckland                                                                     | Nuova Zelanda                                                                | 4 – 0                                                                        | Malaysia                                                                     | Amichevole                                                                   | -                                                                            |                                                                              |
| 18-11-2024                                                                   | Auckland                                                                     | Samoa                                                                        | 0 – 8                                                                        | Nuova Zelanda                                                                | Qual. Mondiali 2026                                                          | -                                                                            |                                                                              |
| Totale                                                                       |                                                                              | Presenze                                                                     | 3                                                                            |                                                                              | Reti                                                                         | 0                                                                            |                                                                              |

## Palmarès

### Club
- Premier's Plate: 1

Auckland FC: 2024-2025

### Nazionale
- Coppa d'Oceania: 1

Figi/Vanuatu 2024

### Individuale
- Miglior portiere del campionato australiano: 1

2023-2024